# 恩格尔贝特·肯普弗
恩格爾貝特·肯普弗（1651年9月16日—1716年11月2日）是一名德國博物學家、醫生、探險家和作家，他因在1683年至1693年期間遊歷俄羅斯、波斯、印度、東南亞和日本而知名。
他寫了兩本關於自己旅行的書。1712年出版的《異域采風記》（又譯作《異域采風錄》，日本譯作）以其醫學觀察而知名；其中還包含《日本植物誌》（拉丁語：Flora Japonica），這是對日本植物的首次廣泛描述。他的著作《日本誌》於1727年在死後出版，是整個18世紀和19世紀中葉西方了解日本的主要來源，當時日本不對外國人開放。